# Euselasia opalescens
Espèce
Euselasia opalescens est un insecte lépidoptère appartenant à la famille  des Riodinidae et au genre Euselasia.

## Dénomination
Euselasia opalescens a été décrit par  William Chapman Hewitson en 1855 sous le nom de Eurygona opalescens

### Sous-espèces
- Euselasia opalescens opalescens présent au Brésil.
- Euselasia opalescens interrupta Lathy, 1924; présent en Guyane
- Euselasia opalescens joiceyi Lathy, 1924; présent en Équateur et au Pérou.
- Euselasia opalescens opigena Stichel, 1919; présent en Bolivie.

## Description
Euselasia opalescens est un papillon de couleur orange cuivré bordé de noir. L'autre face est de couleur blanche avec de fines lignes de marques marron une fine bordure et une ligne submarginale de fins chevrons.

## Écologie et distribution
Euselasia opalescens est présent en Guyane, Guyana, au Surinam, en Équateur,  en Bolivie, au Pérou et au Brésil.

### Biotope
Il réside dans la forêt tropicale.